# Hessel
Die Hessel ist ein 40 km langer rechter Nebenfluss der Ems auf den Gebieten der nordrhein-westfälischen Kreise Gütersloh und Warendorf.
Der Fluss entspringt nordwestlich von Halle (Westf.) an der Großen Egge, kreuzt den Hermannsweg, fließt durch die Haller Ortsteile Hesseln und Hörste, dann auf dem Stadtgebiet von Versmold durch Oesterweg und Peckeloh, weiter durch die Stadt Sassenberg und am südlichen Rand des Warendorfer Ortsteils Milte, bevor er bei Warendorf-Einen in die Ems mündet.
In der Nähe von Sassenberg liegen an der Hessel die Schachblumenwiesen, eines der wenigen Gebiete in Deutschland, in dem noch die streng geschützte Schachblume vorkommt.